# 海韦绍劳纽什
海韦绍劳纽什，是匈牙利赫维什州所辖的一个村。总面积17.02平方公里，总人口632，人口密度37.1人/平方公里（2011年1月1日）。